# Миодраг Гвозденовић
Миодраг Гвозденовић (Никшић, 20. новембар 1944 — Суботица, 8. мај 2021) био је југословенски одбојкаш и репрезентативац.

## Биографија
Рођен је у Никшићу 19. септембра 1944, где је у Одбојкашком клубу Сутјеска почео одбојкашку каријеру. Од 1965. до 1968. године био је члан Босне из Сарајева, а затим прелази у Спартак из Суботице. Са екипом Спартака је освојио титулу првака Југославије у сезони 1974/75, а затим и треће место у Купу европских шампиона 1976. Играчку каријеру је завршио у Босни из Сарајева, где је и почео тренерску каријеру. Тренирао је и Спартак из Суботице, затим је радио као наставник физичке културе, а потом до пензионисања радио као професор за спорт и физичку културу на Економском факултету у Суботици.
Добитник је награде Спортиста године 1975. у Суботици, Октобарске награде Суботице 1975, Повеље општине Никшић, златне значке Савеза за физичку културу Југославије и многих других признања.
За репрезентацију Југославије је играо на три Европска првенства (1967, 1971. и 1975) одиграо 25 утакмица, као и 11 утакмица на Светском првенству 1970. Играо је и на Универзитетским играма 1973. Освојио је као капитен бронзану медаљу на Европском првенству 1975, златне медаље на Медитеранским играма 1967. и 1975. и једну сребрну (1974) и пет бронзаних медаља на Балканским првенствима (1970, 1971, 1973, 1975. и 1976).
Преминуо је 8. маја 2021. године у Суботици.